# 日本テレビ日曜9時連続ドラマ
日本テレビ日曜9時連続ドラマは、日本テレビ系列で1966年1月から1969年10月、1970年10月から1971年12月、1972年4月から10月、1973年4月から1983年9月、ならびに1985年4月から1987年9月まで毎週日曜夜9時枠に放送されていたテレビドラマである。

## 概要
枠初期は海外作品、枠中期は時代劇、枠末期は刑事ドラマを放送していた。
2024年現在の時間帯は『行列のできる相談所』というバラエティ番組枠が放送されている。

## 放映リスト
| 0011ナポレオン・ソロ （第1シーズン） | 1966.1 - 1966.6        | ？  | ロバート・ヴォーン、デヴィッド・マッカラム、レオ・G・キャロル  | 火曜21:00より移動 開始当初は21:00 - 22:00 1966年4月より21:30 - 22:30 |
| エイモス・バーク | 1966.7.3 - 1966.10.23  | 17  | ジーン・バリー                                                 |                                                                      |
| 0011ナポレオン・ソロ （第2シーズン） | 1966.10.30 - 1967.4.30 | ？  | ロバート・ヴォーン、デヴィッド・マッカラム、レオ・G・キャロル  |                                                                      |
| 0022アンクルの女 | 1967.5.7 - 1967.11.5   | ？  | ステファニー・パワーズ、ノエル・ハリソン、レオ・G・キャロル    | 1967年10月より22:26終了（4分縮小）                                   |
| 0011ナポレオン・ソロ （第3シーズン） | 1967.11.12 - 1968.2.18 | ？  | ロバート・ヴォーン、デヴィッド・マッカラム、レオ・G・キャロル  |                                                                      |
| マニックス | 1968.2.25 - 1968.7.21  | ？  | マイク・コナーズ、ジョセフ・キャンパネラ                       | ここまで海外作品                                                     |
| 37階の男 | 1968.7.28 - 1968.12.29 | 23  | 中丸忠雄、高橋紀子、菱見百合子、砂塚秀夫、高城丈二             |                                                                      |
| プロファイター | 1969.1.5 - 1969.3.30   | 13  | 高城丈二、佐藤友美、浜かおる、長沢純、納谷悟朗（声）           |                                                                      |
| 上方武士道 | 1969.4.6 - 1969.7.27   | 17  | 鶴田浩二、村松英子、時美沙、北林早苗、渡辺文雄、木村功         |                                                                      |
| 黒部の太陽 | 1969.8.3 - 1969.10.12  | 11  | 寺田農、吉田日出子、石原裕次郎、宇野重吉、宍戸錠、芦田伸介     |                                                                      |
| ドラマ中断。『サンデーナイトショー』『サンデーデラックスショー』『寝るには早いドンといけ!』『ヨーイ・ドン!!（第1期）』（平行して『サンデー・ワールド・ボクシング』）を放送。 |                        |     |                                                                |                                                                      |
| ささら、もさら | 1970.10.4 - 1970.11.22 | 8   | 中村玉緒、藤田弓子、高峰秀子、杉村春子、宮城まり子、伴淳三郎   | 広島テレビ制作（裏送り）                                             |
| おきあがりこぼし | 1970.11.29 - 1971.1.3  | 6   | 植木等、谷啓、花沢徳衛、亀井光代、犬塚弘、藤村有弘             |                                                                      |
| 涙の河をふり返れ～艶歌より | 1971.1.10 - 1971.4.4   | 13  | 芦田伸介、中尾彬、水野久美、佐藤慶、二木てるみ、藤圭子         | よみうりテレビ制作                                                   |
| ここから始まる | 1971.4.11 - 1971.6.27  | 12  | 樫山文枝、賀原夏子、滝田裕介、渡辺美佐子、寺尾聰、宇野重吉     |                                                                      |
| 怪奇十三夜 | 1971.7.4 - 1971.9.26   | 13  | 横内正、中尾彬、露口茂、片岡孝夫、佐々木功、金田龍之介         |                                                                      |
| 青空浪人 ～浪人市場より～ | 1971.10.3 - 1971.12.26 | 13  | 川崎敬三、渡辺篤史、吉田義夫、佐藤友美、野口元夫、雪丘恵介     | 時代劇枠                                                             |
| ドラマ中断。『60分笑いっぱなし!!』を放送。 |                        |     |                                                                |                                                                      |
| 鉄道100年 大いなる旅路 | 1972.4.2 - 1972.10.15  | 29  | 竜雷太、原田芳雄、浜木綿子、大原麗子、松山英太郎、光本幸子     | 1972年10月より22:25終了                                              |
| ドラマ中断。『おかしなおかしな60分!』を放送。 |                        |     |                                                                |                                                                      |
| 子連れ狼・第一部 | 1973.4.1 - 1973.9.30   | 27  | 萬屋錦之介、西川和孝、高橋幸治                                 | ここから時代劇枠                                                     |
| 唖侍・鬼一法眼 | 1973.10.7 - 1974.3.31  | 26  | 若山富三郎、杉田かおる、勝新太郎                               |                                                                      |
| 子連れ狼・第二部 | 1974.4.7 - 1974.9.29   | 26  | 萬屋錦之介、西川和孝、西村晃                                   | この作品から21:00スタート                                            |
| おんな浮世絵・紅之介参る! | 1974.10.6 - 1975.3.30  | 26  | 小川真由美、あおい輝彦、井川比佐志、三ツ木清隆                 |                                                                      |
| 長崎犯科帳 | 1975.4.6 - 1975.9.28   | 26  | 萬屋錦之介、田中邦衛、火野正平、杉本美樹、新克利               |                                                                      |
| 十手無用 九丁堀事件帖 | 1975.10.5 - 1976.3.28  | 26  | 高橋英樹、桜木健一、栗田ひろみ、児島美ゆき、深江章喜           | この作品から21:54終了                                                |
| 子連れ狼・第三部 | 1976.4.4 - 1976.9.26   | 26  | 萬屋錦之介、佐藤たくみ、佐藤慶、金田龍之介、江原真二郎         |                                                                      |
| 桃太郎侍 | 1976.10.3 - 1981.9.27  | 258 | 高橋英樹、野川由美子、植木等、藤岡琢也、山城新伍               |                                                                      |
| 幻之介世直し帖 | 1981.10.4 - 1982.3.21  | 24  | 小林旭、松尾嘉代、長門裕之、松居一代、島田正吾                 |                                                                      |
| 松平右近事件帳 | 1982.3.28 - 1983.3.20  | 51  | 里見浩太朗、水沢アキ、松山英太郎、佐藤友美、丹波哲郎           |                                                                      |
| 新・松平右近 | 1983.3.27 - 1983.9.4   | 22  | 里見浩太朗、火野正平、かたせ梨乃、野川由美子、丹波哲郎         | ここまで時代劇枠                                                     |
| ドラマ中断。『サンデースポーツ9』『日曜9時は遊び座です』を放送。 |                        |     |                                                                |                                                                      |
| 刑事物語'85 | 1985.4.14 - 1985.9.29  | 25  | 渡瀬恒彦、堤大二郎、柄本明、佐野浅夫、中条静夫、川谷拓三       |                                                                      |
| 誇りの報酬 | 1985.10.13 - 1986.9.21 | 49  | 中村雅俊、根津甚八、沢口靖子、篠ひろ子、伊藤蘭、柳生博         |                                                                      |
| あぶない刑事 | 1986.10.5 - 1987.9.27  | 51  | 舘ひろし、柴田恭兵、浅野温子、仲村トオル、木の実ナナ、中条静夫 |                                                                      |

## スポンサー
- タイガー魔法瓶 - 『刑事物語'85』より提供に参加。その後、『行列のできる相談所』までスポンサーを務めていた。
- ライオン - 上述の『刑事物語'85』より提供に参加。現在も『行列のできる相談所』にてメインスポンサーを務めている。